# Patricia Joan Davies
Patricia Joan „Trish“ Davies (* 5. Dezember 1956) ist eine ehemalige Hockey-Spielerin. Mit der Mannschaft Simbabwes gewann sie Gold bei den Olympischen Sommerspielen 1980 in Moskau.
Als eine von wenigen Spielerinnen blieb sie in Simbabwe und arbeitete auf der Familien-Farm, bis diese 2004 durch das Regime Mugabes enteignet wurde.